# Japan Golf Tour 2010
De Japan Golf Tour werd in 1973 opgericht.
De Tour heeft zijn eigen majors:
- Japan PGA Championship sinds 1926
- Japan Open Golf Championship sinds 1927
- Golf Nippon Series JT Cup sinds 1963
- Japan Golf Tour Championship sinds 2000

## Schema 2010
De World Golf Championships zijn ook opgenomen, evenals de vier Majors.
Drievoudig winnaar was de Koreaan Kyung-tae Kim.
| Week | Toernooinaam                                     | Baan                                    | Plaats          | Winnaar 2010       |
| ---- | ------------------------------------------------ | --------------------------------------- | --------------- | ------------------ |
| 7    | WGC - Accenture                                  | Ritz-Carlton Golf Club                  | Arizona, VS     | Ian Poulter        |
| 10   | WGC - CA                                         | Doral Golf Resort & Spa                 | Miami, Fa, VS   | Ernie Els          |
| 14   | The Masters Tournament                           | Augusta                                 | Georgia, VS     | Phil Mickelson     |
| 15   | Token Homemate Cup                               | Token Tado Country Club , Nagoya        | Mie             | Koumei Oda         |
| 16   | Tsuruya Open                                     | Yamanohara Golf Club                    | Hyogo           | Hiroyuki Fujita    |
| 17   | The Crowns                                       | Nagoya Golf Club Wago Course            | Aichi           | Ryo Ishikawa       |
| 19   | Japan PGA Championship Nissin Cupnoodle Cup      | Passage Kinkai Island Golf Club         | Nagasaki        | Toru Taniguchi     |
| 21   | Diamond Cup Golf                                 | Sayama Golf Club                        | Saitama         | Kyung-tae Kim      |
| 22   | Japan Golf Tour Championship                     | Shishido Hills Country Club             | Ibaraki         | Katsumasa Miyamoto |
| 24   | US Open                                          | Pebble Beach                            | Florida         | Graeme McDowell    |
| 25   | Gate Way To The Open Mizuno Open Yomiuri Classic | Yomiuri Country Club                    | Hyogo           | Shunsuke Sonoda    |
| 26   | TOSHIN GOLF TOURNAMENT in LakeWood               | TOSHIN Lake Wood Golf Club              | Mie             | Yuta Ikeda         |
| 27   | The Championship by LEXUS                        | Otone Country Club                      | Ibaraki         | Takashi Kanemoto   |
| 28   | Brits Open                                       | St Andrews Links                        | Fife, Schotland | Louis Oosthuizen   |
| 29   | Nagashima Shigeo INVITATIONAL SEGA SAMMY Cup     | The North Country Golf Club             | Hokkaido        | Mamo Osanai        |
| 30   | Sun Chlorella Classic                            | Otaru Country Club                      | Hokkaido        | Tadahiro Takayama  |
| 31   | WGC - Bridgestone Invitational                   | Firestone CC                            | Akron, Ohio     | Hunter Mahan       |
| 32   | PGA Championship                                 | Whistling Straits                       |                 | Martin Kaymer      |
| 33   | Kansai Open Golf Championship                    | Tanabe Country Club                     | Kyoto           | Shigeru Nonaka     |
| 34   | Vana H Cup KBC Augusta                           | Keya Golf Club                          | Fukuoka         | Hideto Tanihara    |
| 35   | Fujisankei Classic                               | Fujizakura Country Club                 | Yamanashi       | Ryo Ishikawa       |
| 37   | ANA Open                                         | Sapporo Golf Club Wattsu Course         | Hokkaido        | Yuta Ikeda         |
| 38   | Asia-Pacific Panasonic Open                      | Rokko Kokusai Golf Club East Course     | Hyogo           | Brendan Jones      |
| 39   | Coca-Cola Tokai Classic                          | Miyoshi Country Club West Course        | Aichi           | Michio Matsumura   |
| 40   | Canon Open                                       | Totsuka Country Club                    | Kanagawa        | Shinichi Yokota    |
| 41   | Japan Open Golf Championship                     | Aichi Country Club                      | Aichi           | Kyung-tae Kim      |
| 42   | Bridgestone Open                                 | Sodegaura Country Club Sodegaura Course | Chiba           | Yuta Ikeda         |
| 43   | Mynavi ABC Championship                          | ABC Golf Club                           | Hyogo           | Kyung-tae Kim      |
| 44   | WGC - HSBC Champions                             | Sheshan International GC                | Shanghai        | Francesco Molinari |
| 45   | Mitsui Sumitomo VISA Taiheiyo Masters            | Taiheiyo Club Gotemba Course            | Shizuoka        | Ryo Ishikawa       |
| 46   | Dunlop Phoenix                                   | Phoenix Country Club                    | Miyazaki        | Yuta Ikeda         |
| 47   | Casio World Open                                 | Kochi Kuroshio Country Club             | Kochi           | Michio Matsumura   |
| 48   | Golf Nippon Series JT Cup                        | Tokyo Yomiuri Country Club              | Tokio           | Hiroyuki Fujita    |